# زوفا مخرزية الشكل
زوفا مخرزية الشكل (الاسم العلمي:Hyssopus subulifolius) هي نوع من النباتات يتبع جنس الزوفا من الفصيلة الشفوية.